# Ferrovia di Seixal
La ferrovia di Seixal (in portoghese, Ramal do Seixal o Ramal de Cacilhas) è una breve linea ferroviaria dismessa che collegava le stazioni di Seixal e Barreiro (Sul e Sueste). Fu chiusa nel 1969. Era l'unica parte costruita del progetto di ferrovia, detto Ramal de Cacilhas, di collegamento tra Barreiro e Cacilhas dove si sarebbe dovuta costruire una stazione intermodale al servizio del trasporto ferroviario e fluviale.

## Storia

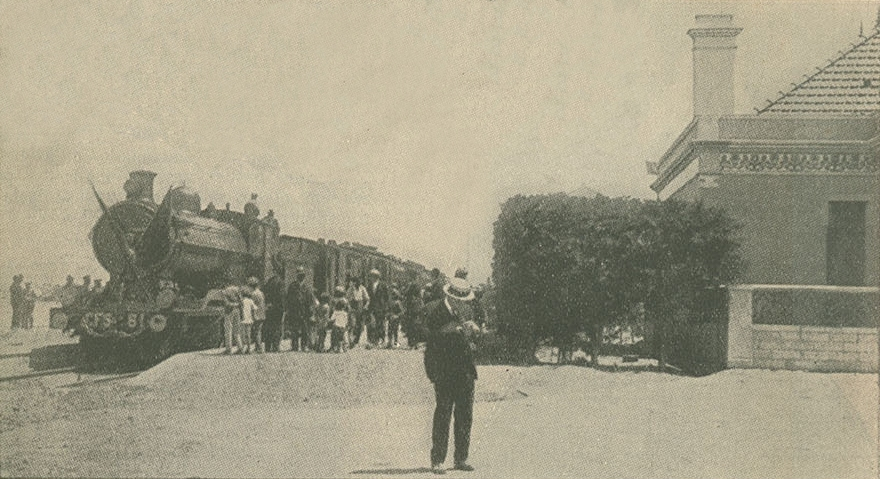
Inaugurazione della ferrovia di Seixal nel 1923

### Prodromi
Il Ramal de Cacilhas fu inserito nel Piano di rete a sud del Tago del 15 maggio 1899 perché ritenuto di grande importanza per il traffico che avrebbe generato e per una connessione diretta tra Lisbona e la ferrovia del Sado. Una legge del novembre 1902 prevedeva anche la finanziabilità con il Fondo speciale delle Caminhos de Ferro.

### La lenta costruzione
I lavori di costruzione della ferrovia per Cacilhas iniziarono il 11 ottobre 1901. Tuttavia intervennero numerosi fattori a rallentare l'iter di realizzazione; il 1º dicembre 1914 era già completata la tratta fino a Seixal. Nel novembre 1917 era in corso di completamento la stazione di Seixal e la fermata di Barreiro-Terra.
Nell'aprile del 1917 le Caminhos de Ferro do Estado ottennero un nuovo finanziamento per la prosecuzione dei lavori del Ramal de Cacilhas.
Il 29 luglio 1923 il tratto completo fu inaugurato e aperto all'esercizio tra Lavradio e Seixal.
L'11 aprile 1927 la linea passò sotto la giurisdizione della Companhia dos Caminhos de Ferro Portugueses.

### Proseguimento per Cacilhas cancellato
Non molto tempo dopo l'apertura del primo tratto e la costruzione del ponte sul fiume Judeu i lavori si arrestarono ad Alfeite motivandoli con la instabilità dei terreni; oltre un anno dopo erano ancora fermi nonostante le pressioni sul ministero degli enti locali di Seixal e diAlmada.
Nel novembre 1932 una commissione ufficiale visitò gli impianti concludendo che non si poteva proseguire la costruzione perché interferiva con quella dell'Arsenale di Alfeite; inoltre i lavori eseguiti negli anni presentavano già un degrado elevato e il ponte sul fiume Judeu si prestava meglio ad essere usato per la costruzione di una strada.
Nel 1949 venne istituita una commissione per valutare le possibilità di prolungare o no la linea.

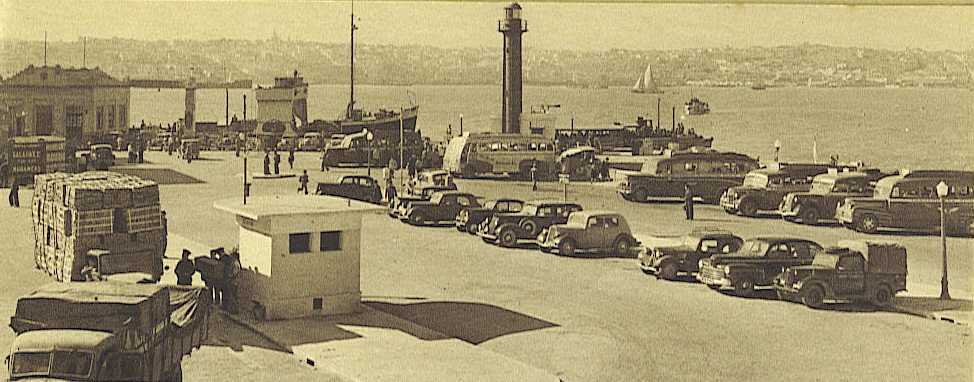
Cais de Cacilhas nel 1950

### Declino e chiusura della linea
Sin dall'inizio la linea essendo monca mostrò i suoi limiti; la concorrenza del trasporto fluviale depresse sempre più quello che riusciva a captare.
Dal 30 maggio 1933 i servizi passeggeri della ferrovia di Seixal furono passati ad autoservizio lasciando solo 2 treni merci giornalieri.
Il decreto-legge n. 48.939, del 27 marzo 1969, dispose la declassificazione della ferrovia di Seixal.
|  |  | Unknown route-map component "exCONTg" |

|  |  | Unknown route-map component "exBHF" |

|  | Unknown route-map component "exCONTgq" | Unknown route-map component "exABZg+r" |  |

|  |  | Unknown route-map component "exHST" |

|  |  | Unknown route-map component "exSTR" | Head station |

|  |  | Unknown route-map component "exSTR" | Train travel on the ship |

|  |  | Unknown route-map component "exSTR" | Head station |

|  |  | Unknown route-map component "exHST" | Unknown route-map component "LSTR" |

| Unknown route-map component "exCONTgq" | Unknown route-map component "exSTRr" + Unknown route-map component "exKRWl" | Unknown route-map component "exKRWg+r" | Unknown route-map component "LSTR" |

|  |  | Unknown route-map component "exKMW" | Unknown route-map component "LSTR" |

|  |  | Unknown route-map component "exKRWgl" | Unknown route-map component "eKRWg+r" |

|  |  | Unknown route-map component "exSTR" | Unknown route-map component "exBHF" + Stop on track |

|  |  | Unknown route-map component "exBST" | Straight track |

| Unknown route-map component "STR+l" | Station on transverse track | Unknown route-map component "eABZqr" | One way rightward |

| Continuation forward |